# Daniel Rosenfeld
Daniel Rosenfeld, mer känd som C418, född 1989, är en tysk kompositör som mest blivit känd för sitt arbete i spelet Minecraft. Han är även gjort huvutemat till tv-serien Beyond Stranger Things samt komponerat musiken till spelet Cookie Clicker.  Från Minecraft har C418:s mest kända låt blivit "Sweden" och var i april 2021 Spotifys mest spelade spellåt. 